# Bongandanga (territorium)
Bongandanga är ett territorium i Kongo-Kinshasa. Det ligger i provinsen Mongala, i den nordvästra delen av landet, 900 km nordost om huvudstaden Kinshasa.